# Guillaume Barazzone

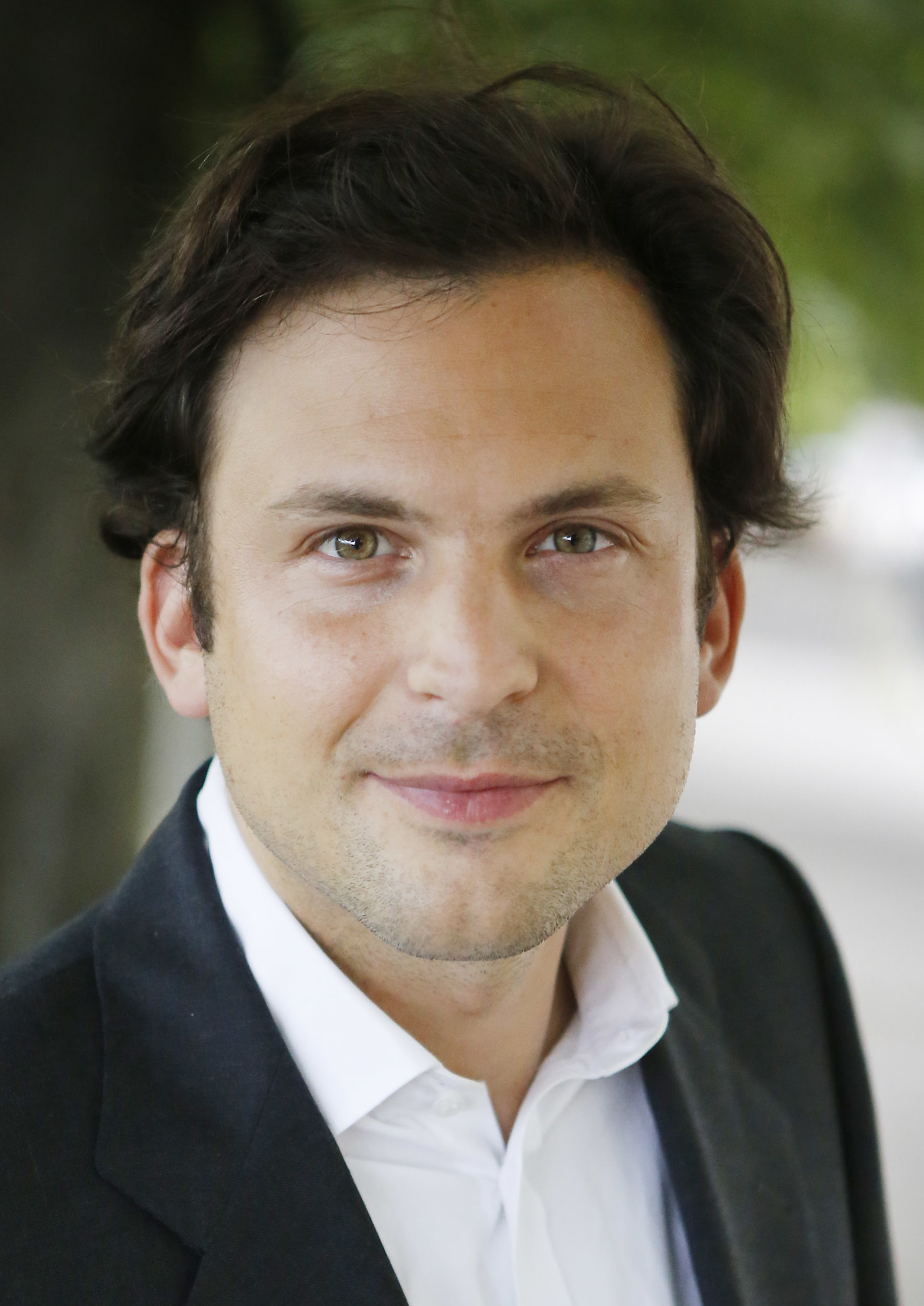
Guillaume Barazzone (2013)

Guillaume Barazzone (* 13. Januar 1982 in Genf) ist ein Schweizer Advokat und Politiker (CVP). Er war von 2012 bis 2020 Mitglied der Regierung der Stadt Genf und von 2013 bis 2019 Mitglied des Nationalrats. Vom 1. Juni 2016 bis 31. Mai 2017 hatte er das Amt des Stadtpräsidenten Genfs (französisch Maire de Genève) inne.

## Biografie
Guillaume Barazzone ist italienischer Staatsbürger und verfügt über das Schweizer Bürgerrecht. Er absolvierte seine Schulzeit in Genf und studierte an der Universität Genf, an der er im Jahr 2005 eine Licence in Jura mit einem Austauschjahr an der Universität Zürich erhielt. 2008 erwarb er sein Anwaltspatent und wurde zur Genfer Staatsanwaltschaft zugelassen. Diesen Beruf übte er bis 2012 bei den Anwaltskanzleien Lenz & Staehlin (2008 bis 2010) und Schellenberg-Wittmer (2011 bis 2012) aus.
2011 erwarb Barazzone ein Master-Diplom in Jura (L.L.M.) an der Columbia Law School in New York. Ferner studierte er an der School of International and Public Affairs (SIPA) der Columbia-Universität in der Stadt New York.

## Politischer Werdegang
Barazzone trat der Christdemokratischen Volkspartei (CVP) im Alter von 18 Jahren bei und übernahm den Vorsitz der Jungen CVP Kanton Genf. Er wurde Mitglied im Genfer Stadtrat und dort Mitglied im Ausschuss für Kunst und Kultur.
2005 wurde er in den Grossen Rat des Kantons Genf gewählt und im Jahr 2009 wiedergewählt. Als Abgeordneter sass er im Steuerausschuss, dem Gesetzgebenden Ausschuss und dem Finanzkontrollausschuss.
November 2012 wurde er in den Verwaltungsrat der Stadt Genf (Stadtregierung) gewählt, in dem er den Vorsitz der Referates für Städtische Umwelt und Sicherheit (DEUS) übernahm. Mit seiner Wahl in den Genfer Stadtrat endete eine Periode von 20 Jahren ohne Vertreter der CVP in der Genfer Stadtregierung. Vom 1. Juni 2015 bis 31. Mai 2016 hatte Barazzone das Amt des Vizepräsidenten der Stadt Genf inne. Im Zeitraum vom 1. Juni 2016 bis 31. Mai 2017 bekleidete er das Amt des Stadtpräsidenten Genfs.
Barazzone wurde am 9. Dezember 2013 in den Schweizer Nationalrat gewählt, in der er in der Kommission für Rechtsfragen sass.
Im November 2018 wurde ein Spesenskandal im Zusammenhang mit seinem Amt in der Genfer Stadtexekutive durch den Genfer Rechnungshof publik, bei dem aufgefallen war, dass Barazzones Kosten deutlich über den herkömmlichen liegen und man herausgefunden hat, dass diese wohl im privaten Zusammenhang stehen. Infolgedessen trat er 2019 nicht erneut für die Wahl zum Nationalrat und 2020 nicht mehr für die Genfer Stadtregierung an.

## Ehrungen
2012 war er Mitglied im Forum der 100 bedeutendsten Persönlichkeiten französischsprachigen Schweiz. Im Dezember 2014 wurde er im von der Tribune de Genève veröffentlichten Podium der Genfer Parlamentarier mit der Silbermedaille ausgezeichnet und erhielt vom Wochenmagazin L’Hebdo den Titel der Offenbarung der Genfer Abgeordneten.